# Sao Hải Nam
Sao Hải Nam, nhiều khi gọi với tên là sao lá to, kiền kiền, có danh pháp khoa học Hopea hainanensis, là loài thực vật nằm trong họ Dầu. Thường thấy nó phân bố tự nhiên ở Trung Quốc (đảo Hải Nam) và Việt Nam (tại Như Xuân, Thanh Hóa và Nghĩa Đàn, Quỳ Hợp, Nghệ An).